# 浜駅
浜駅（はまえき）は、かつて茨城県行方市にあった鹿島鉄道鹿島鉄道線の駅である。2007年（平成19年）4月1日、鹿島鉄道線の廃線にともない廃駅となった。
かつては、鹿島神宮へ向かう自社定期船の発着港に隣接し、乗降客も多かった。

## 歴史
- 1926年（大正15年）8月15日：鹿島参宮鉄道の終着駅として開業[2]。
- 1928年（昭和3年）2月1日：鹿島参宮鉄道が玉造町駅まで延伸され、途中駅となる[4]。
- 1963年（昭和38年）2月1日：交換設備廃止、無人化。
- 1965年（昭和40年）6月1日：鹿島参宮鉄道と常総筑波鉄道が合併して関東鉄道が発足、同社鉾田線の駅となる[3]。
- 1979年（昭和54年）4月1日：鉾田線が鹿島鉄道に分社化、鹿島鉄道線の駅となる[3]。
- 2007年（平成19年）4月1日：廃止[3]。

## 駅構造
末期は単式ホーム1面1線を有する地上駅であったが、それ以前は島式ホーム1面2線を有する構造であった。ホームは線路の東側（霞ヶ浦の反対側）に設置されており、ホーム上に待合室が設置されていた。1963年（昭和38年）より無人駅で、ホーム上にある待合室内には、運賃表や時刻表（漢数字）等の他、駅至近に群落があるアサザの写真などが展示されていた。この待合室は廃止後、行方市玉造甲にある「道の駅たまつくり」に移設されている。

## 駅周辺
当駅は湖岸に近い駅で、踏切を渡った側に霞ヶ浦が広がる。湖岸付近にはハス田がある。まとまった集落からは外れており、列車が出た後は大変静かである。浜集落は当駅から南へ約700メートルのところにある。
駅舎はないが駅前広場はあり、駅を背にして少し進んだところに国道355号がある。その道を右へ進んだところに鹿島鉄道線撮影の名所である跨線橋がある。駅前には商店やトイレ等の施設は全くなく、民家が数軒あるのみである。ただし跨線橋を渡ったところに小さなイタリア料理店があり、当駅付近で唯一の店となっている。

## 隣の駅
鹿島鉄道
■鹿島鉄道線
八木蒔駅 - 浜駅 - 玉造町駅